# Hochmuterbahn

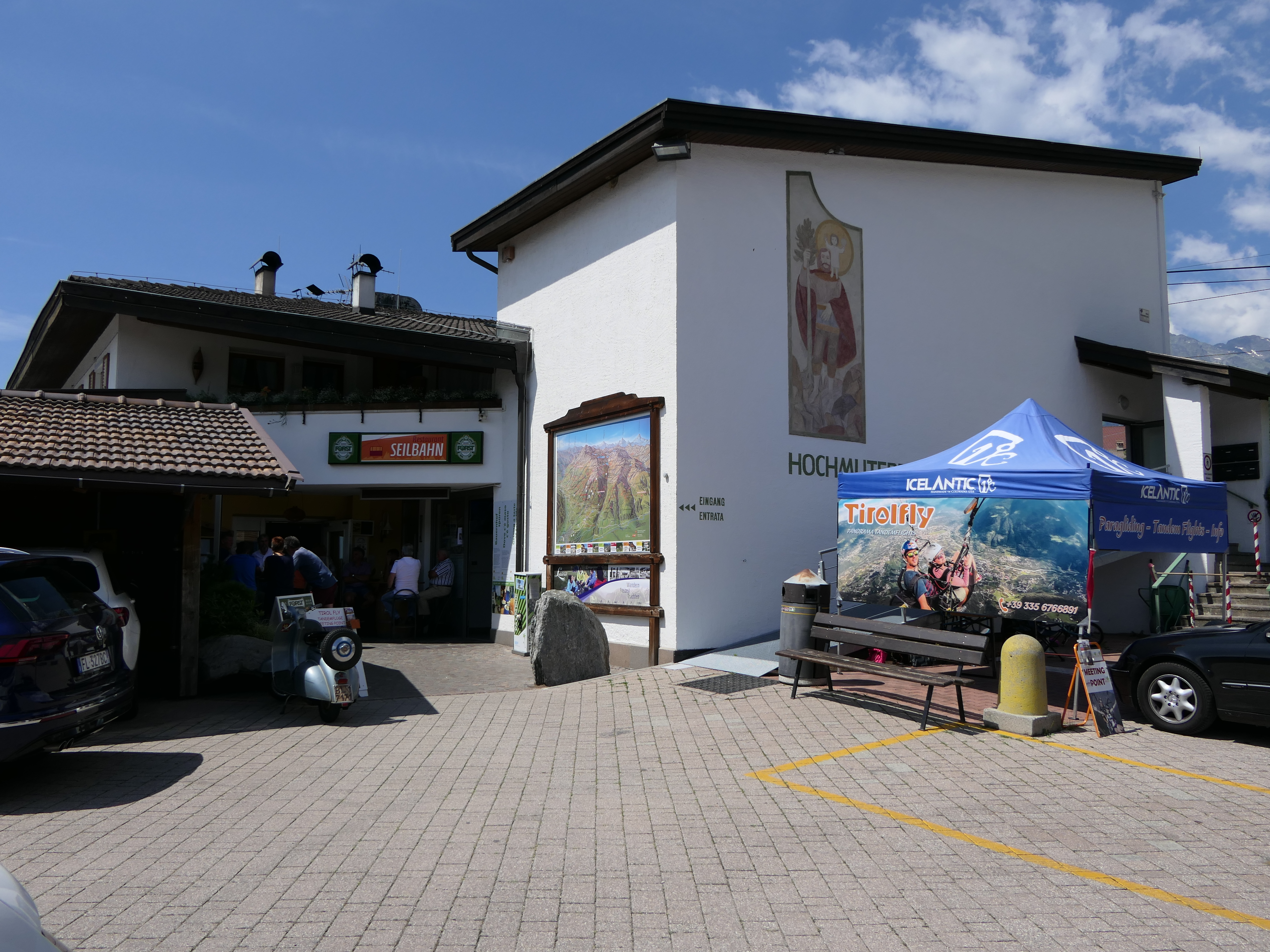
Talstation in Dorf Tirol

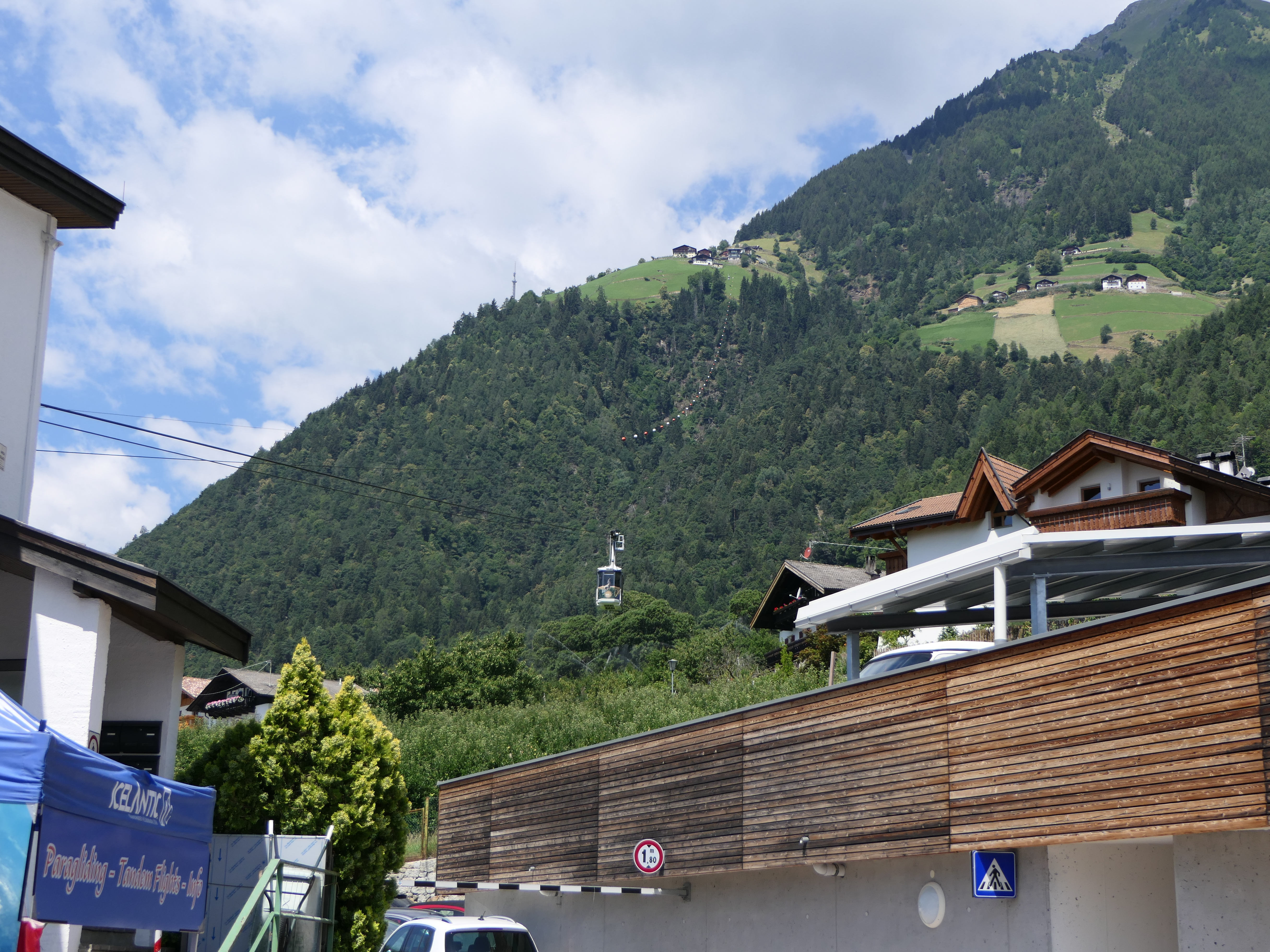
Blick von der Talstation zur Bergstation

Die Hochmuterbahn ist eine Luftseilbahn in Südtirol von Dorf Tirol zu den Muthöfen bzw. genauer zum Gehöft Hochmut. Sie ist seit 1973 in Betrieb und führt auf der 1830 Meter langen Fahrtstrecke von 680 m s.l.m. auf 1361 m s.l.m. Pro Sekunde schafft sie dabei 12 Meter.
Die Bahn wird von der Firma Hölzl betrieben.

## Lage und Streckenverlauf
Die Talstation der Großkabinenschwebebahn liegt auf einer Stichstraße zwischen dem Tiroler Kreuz und den Erdpyramiden. Von dort aus geht es mit zwei Gondeln (Fassungsvermögen je 21 Personen) zur Bergstation nach Hochmut. Schon auf dem Weg dorthin wird der Blick frei bis ins Passeiertal.

## Ausflugsziele
Von der Bergstation aus führen Wanderwege zur 1522 m s.l.m. hohen Leiteralm über den Hans-Frieden-Felsenweg, dem 1664 m s.l.m. hohen Mutkopf und zur 2291 m s.l.m. hohen Mutspitze.

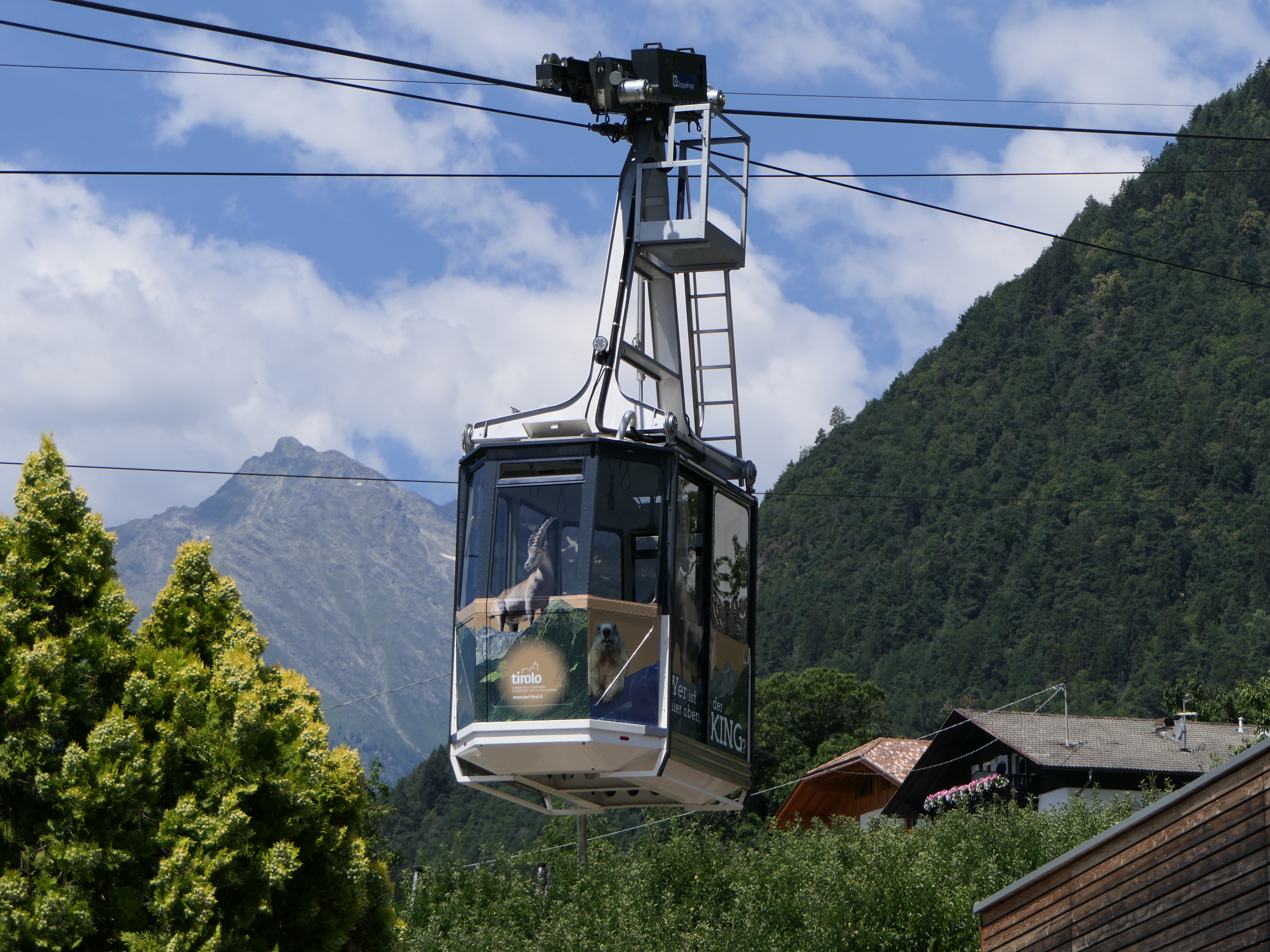
Erste Kabine
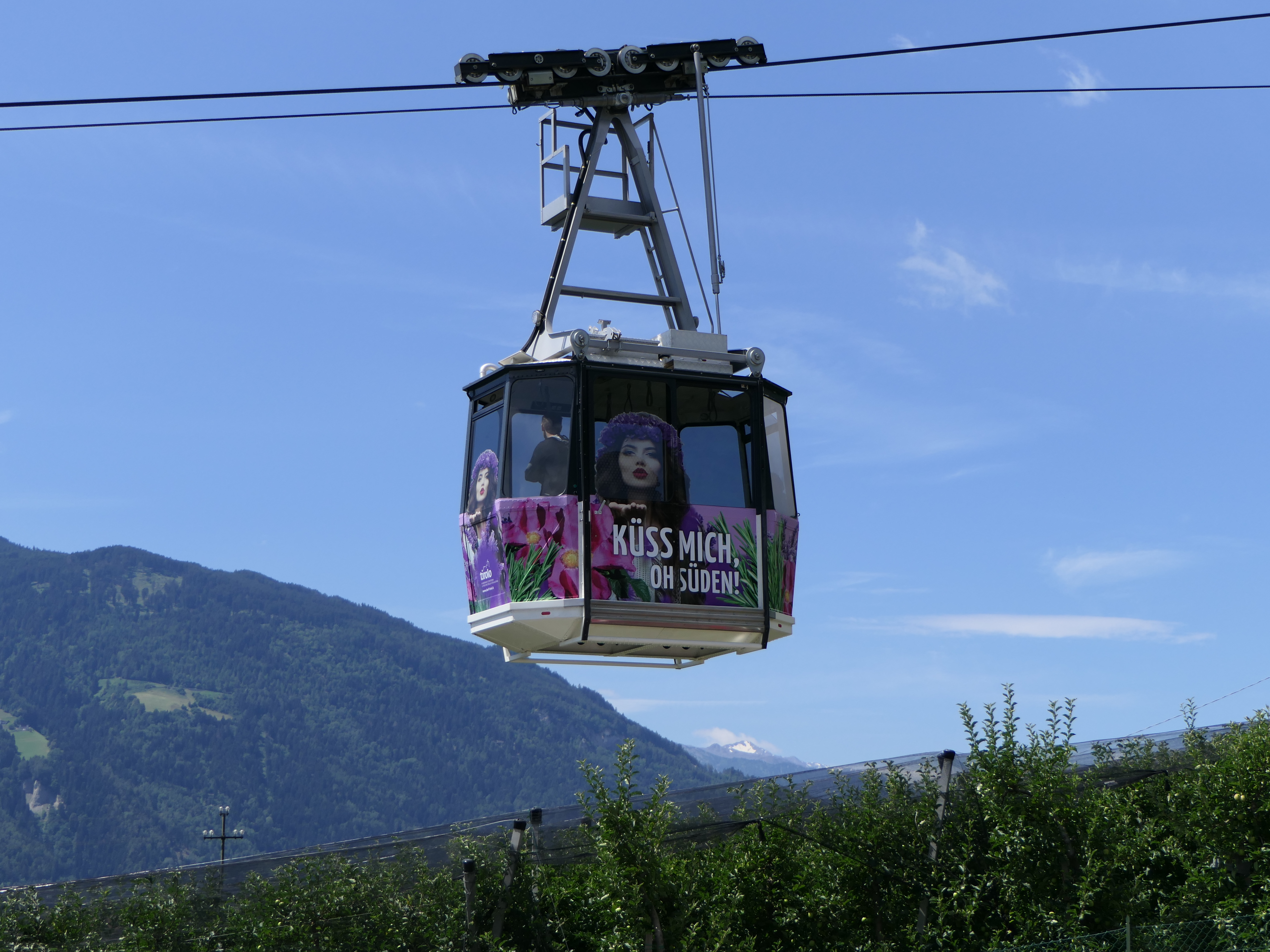
Zweite Kabine
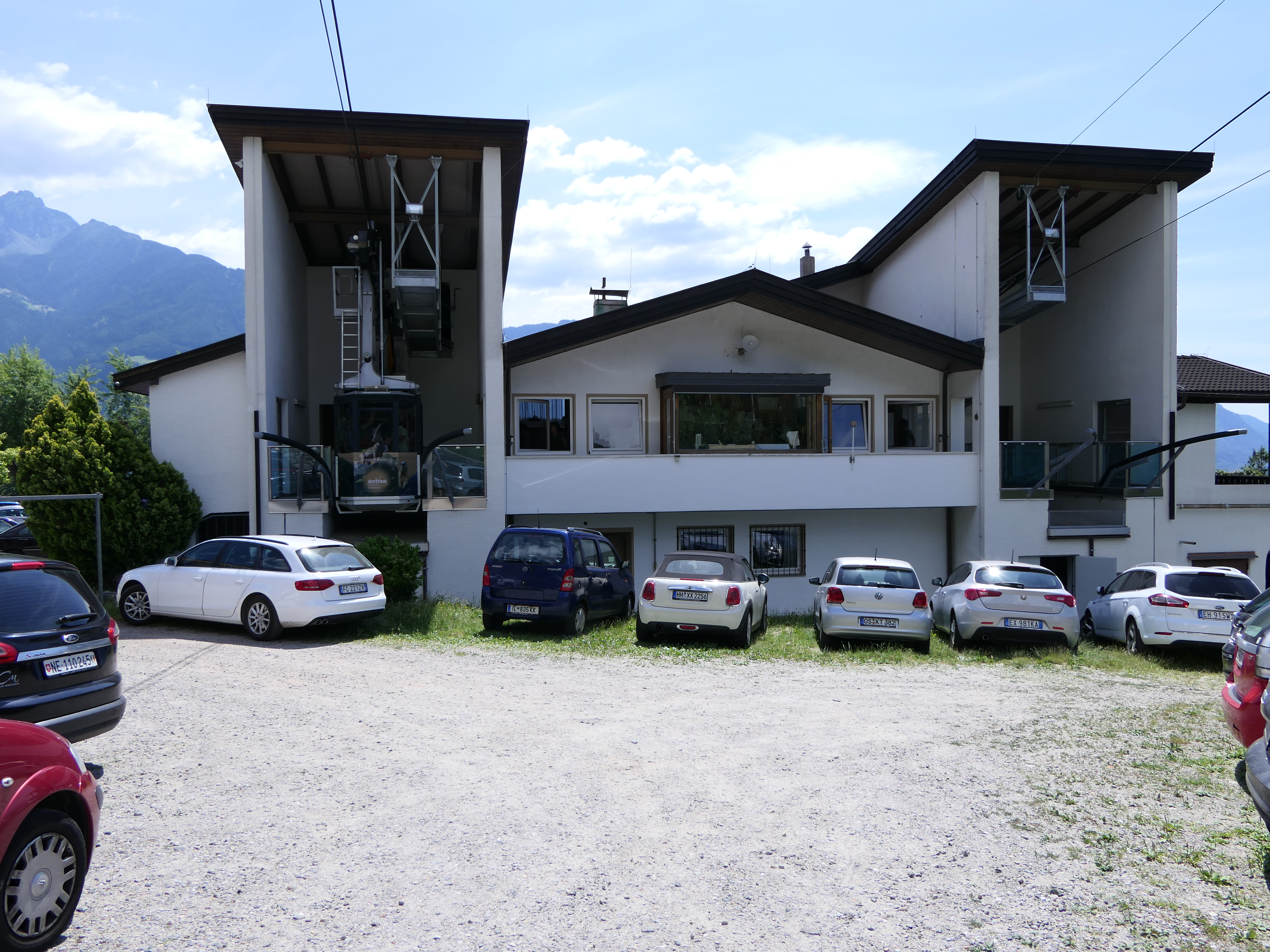
Rückansicht der Talstation
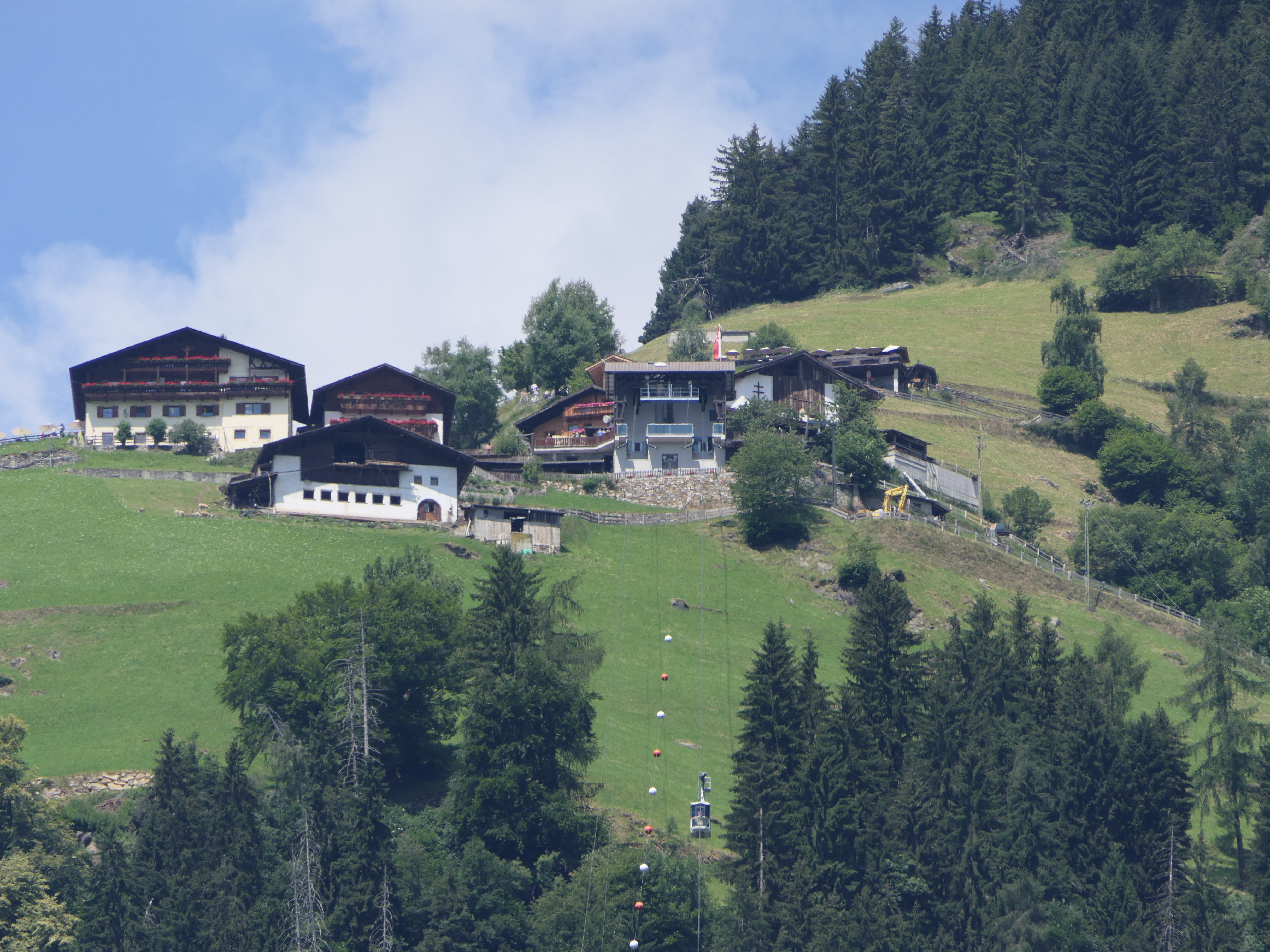
Bergstation
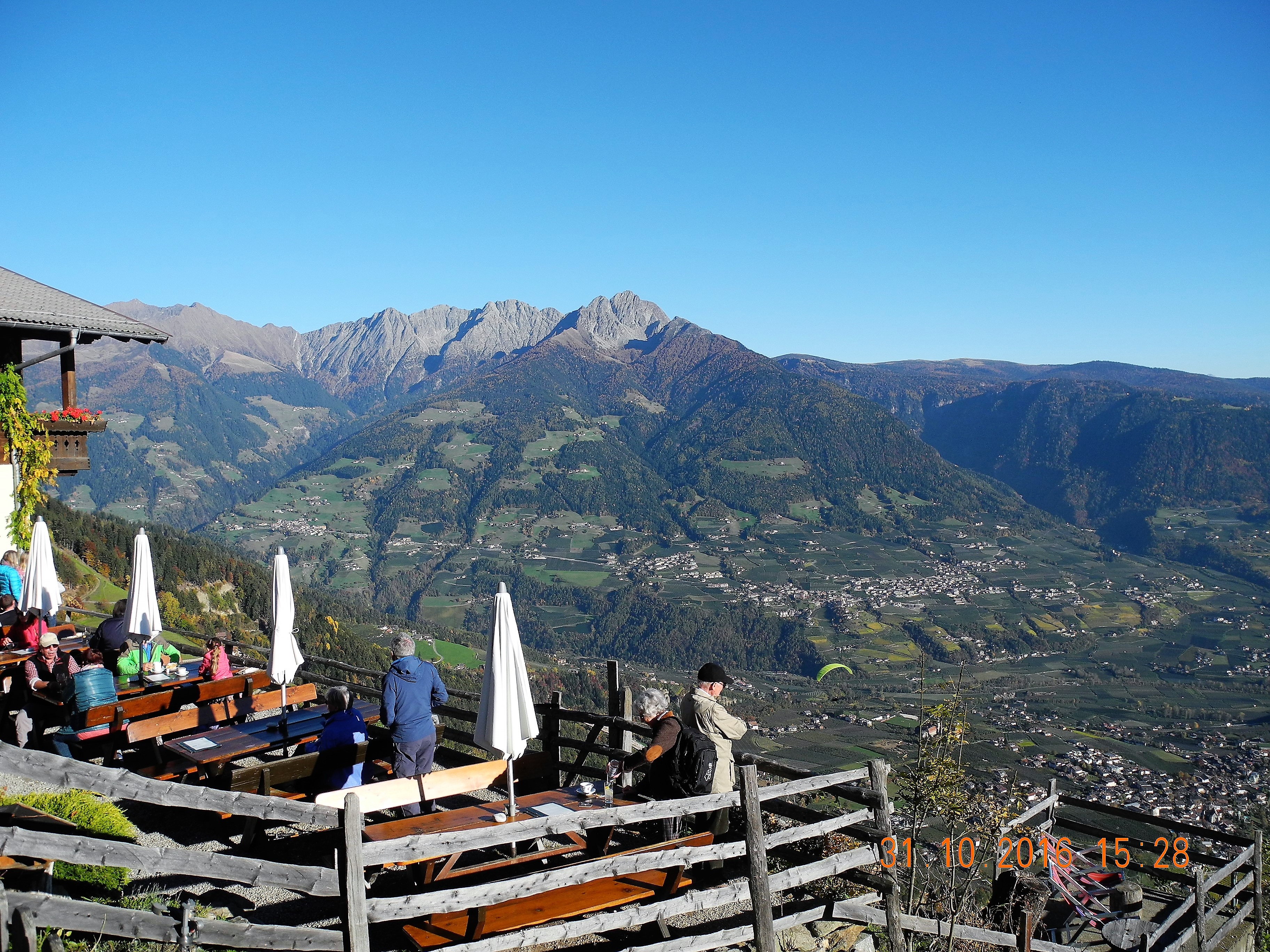
Blick von der Bergstation